# Isis (nave)

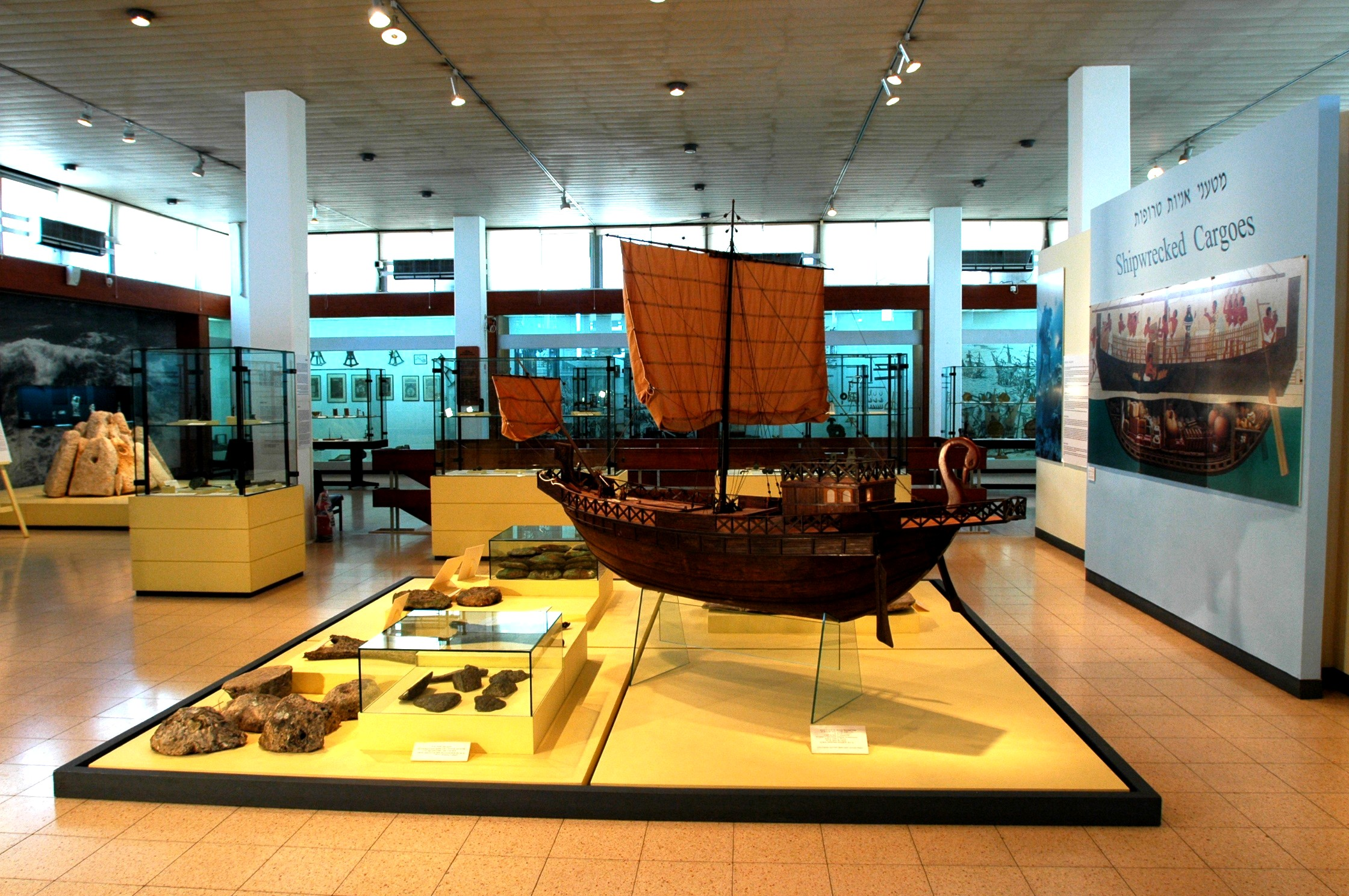
Maqueta representando un barco mercante romano. Museo Marítimo Nacional Israelí, Haifa.

La nave Isis fue un barco mercante romano (c. 150 d. C.) que transportaba trigo desde el puerto de Alejandría hasta Italia.
Sus dimensiones y su capacidad de transporte eran considerables y son conocidas gracias a uno de los diálogos de Luciano de Samosata, filósofo sofista griego.

## Descripción del barco
En la obra de Luciano Πλοἶον ἢ Εὐχαί ("El barco” o “Los deseos”), hay un diálogo entre Licino y Samipo, que lo contemplan atracado en el puerto de Atenas, El Pireo.
La conversación, dice aproximadamente lo siguiente:
Samipo:
...Mientras tanto, que  piensas de esta nave? ¿No la encuentras inmensa? El patrón nos dijo que medía 120 codos de largo y más de 30 codos de ancho. Y, desde la cubierta hasta la sentina 29 codos. El mástil es muy alto y la vela inmensa. No hace falta ni pensar el esfuerzo para subirla y bajarla. La proa bellamente curvada lleva un águila dorada encima. También la popa sigue una grácil curva, rematada con la cabeza de la diosa Isis, que da el nombre a la nave. Ornamentos, pinturas, la gavia escarlata, y, sobre todo, las anclas, todas las cuerdas y cabrestantes, y los camarotes a popa. Sinceramente, todo es digno de admirar. Hay un ejército de marineros. Y dicen que ha traído tanto trigo como para alimentar a todo el Ática durante un año. Y, a pesar de esto, un hombre viejo y medio calvo la gobierna fácilmente con un pequeño mango de madera que mueve el timón. Me lo presentaron y creo que se llamaba Herón.

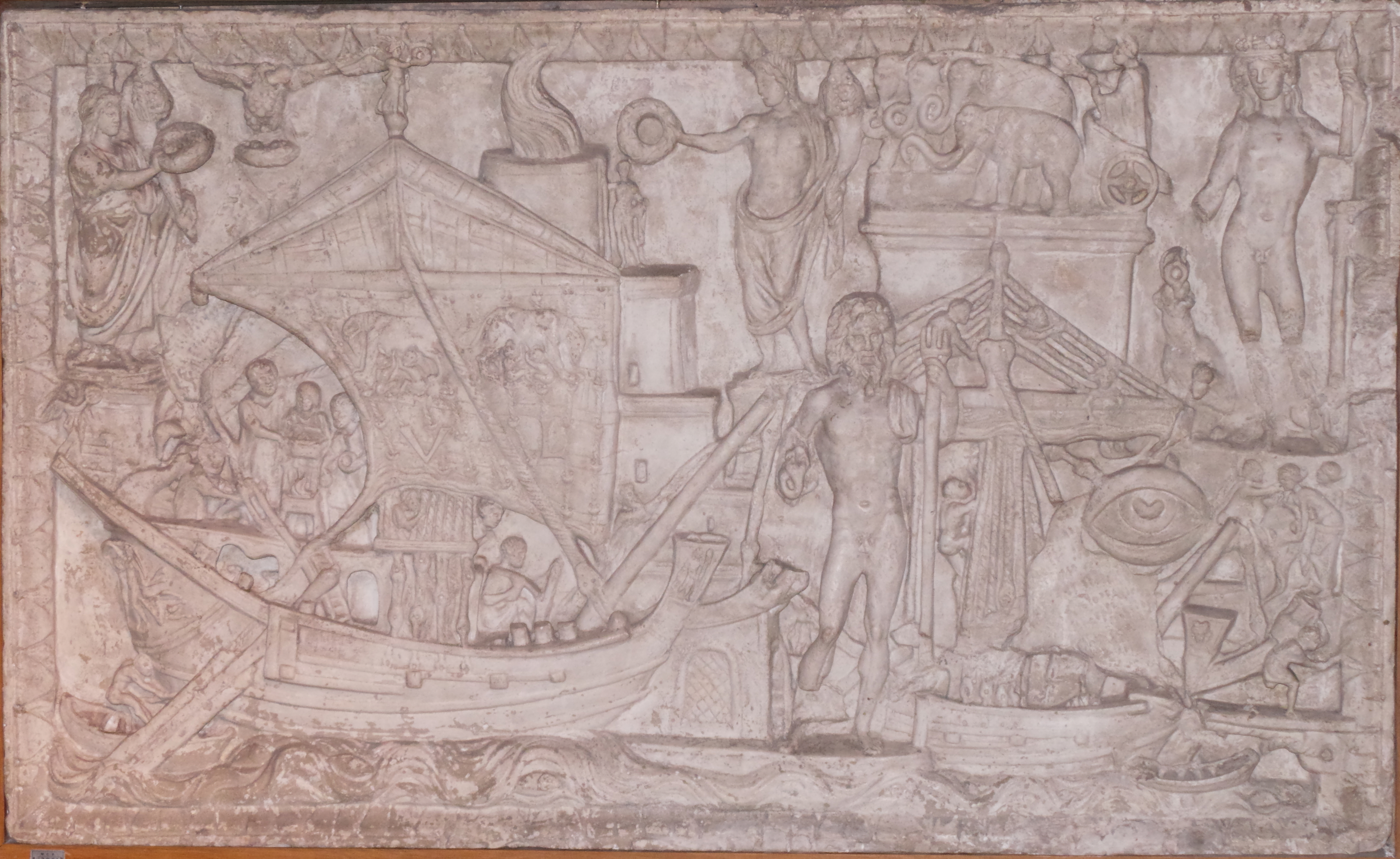
Bajorrelieve de nave romana de carga. Museo de la Vía Ostiense. Puerta de San Pablo (Roma).

## Datos indicados por la obra de Luciano
- Eslora (largo): 120 codos= 180 pies = 55 m
- Manga/cubierta (ancho):  unos 30 codos= 45 pies = 14 m
- Puntal (altura desde la cubierta hasta la quilla): 29 codos= 44 pies = 13 m
- Desplazamiento: 1200 toneladas
  - NOTA: Las dimensiones en pies y metros citadas son las que dan los expertos. Esta interpretación implica un cierto tipo de codo (“cubitus”).

## Naves mercantes romanas
En la Roma clásica había todo tipo de naves dedicadas al transporte de mercancías y pasajeros. Las más pequeñas iban a remo. El grueso del transporte costero lo hacían barcos de menos de cien toneladas que podían navegar a remo y vela. Finalmente, había en época imperial los grandes barcos que transportaban trigo desde Egipto hasta Italia.
Un barco para cargar trigo tenía un desplazamiento importante (de 1000 toneladas o más) y solo navegaba a vela.
- Tenía un mástil o árbol principal donde izaba una vela cuadra (artemon en latín).[3]  Por encima de su antena podía izar una vela triangular.
- También tenía un mástil más pequeño a proa (dolon en latín)[4] en el que izaba una vela cuadrada más pequeña.[5]
- Un elemento importante de la nave eran los cables de refuerzo (como un tipo de faja) que, tensados con un torniquete ayudaban a mantener la estructura unida.
- Otro equipamiento importante era el bote auxiliar, ya fuera un pequeño esquife o una barca de panescalmo, que se remolcaba.

## Más sobre los antiguos barcos mercantes
- Para conocer las maderas empleadas en la construcción de naves es importante la obra de Teofrasto.[6]
- Una de las obras más descriptivas sobre los barcos y la navegación antigua se puede leer en Plinio el Viejo cuando habla del lino. Del lino se hacían las velas y de aquí la relación fibra vegetal-botánica-navegación.[7]

## Naufragio de San Pablo
En los Hechos de los Apóstoles se puede leer el naufragio de San Pablo, que viajaba en una nave mercante romana cargada de trigo.
El viaje empezó mal. La nave zarpó de Laloí Limenes (puertos hermosos), junto a Lasea, en una época peligrosa (pasado el “ayuno”, día de la Expiación judía  o Yom Kipur, entre septiembre y octubre) contra el consejo de Pablo, puesto que el centurión que mandaba le hizo caso omiso, escuchando al piloto y al patrón. Pronto les sorprendió un temporal, soplando un viento llamado euroaquilón. Izaron el bote que llevaban a remolque atándolo a la nave con cables...Después de catorce noches de ir a la deriva encallaron la nave en un arenal y con muchas dificultades llegaron a la playa. Era la isla de Malta.
Pablo, al cabo de tres meses, pudo zarpar en una nave alejandrina, encomendada a los Dióscoros (Cástor y Pólux) hacia Siracusa.